# Ornithocephalus estradae
Ornithocephalus estradae är en orkidéart som beskrevs av Dodson. Ornithocephalus estradae ingår i släktet Ornithocephalus och familjen orkidéer.
Artens utbredningsområde är Ecuador. Inga underarter finns listade i Catalogue of Life.